# جيت (عامية)
جيت /ɡɪt/ هو مصطلح إهانة يشير إلى شخص غير سار، أو أحمق، أو غير كفء، أو مزعج، أو خرف، أو مسن، أو طفولي. كقسم معتدل  فهو على قدم المساواة تقريبًا مع البرات وأقل إهانة بشكل طفيف من البرك. عادةً ما تكون نصيحة طيبة القلب مع دلالة قوية على الألفة، وتكون كلمة git أكثر شدة من كلمة غيظ أو أحمق ولكنها أقل شدة من كلمة wanker أو arsehole أو twat عندما يكون القصد هو الإساءة.
ظهرت كلمة git لأول مرة في المطبوعات عام 1946، ولكنها بلا شك أقدم من ذلك.[بحاجة لمصدر] تم استخدامه بشكل شائع من قبل الجيش البريطاني في الحرب العالمية الأولى في جاليبولي، والحملات المصرية والرافدينية، حيث كان البريطانيون يستغلون خصومهم الأتراك بالصراخ بالعبارة البذيئة Siktir git! غولوكوكلو. (اذهب إلى الجحيم! [حرفيًا، "اذهب إلى الجحيم!"] أنت مبتسم.), معتقدين خطأً أن git ("go!") كان جزءًا من التعبير المسيء.
هناك اقتراح بديل لعلم أصول الكلمات وهو أنها عبارة عن تغيير في كلمة get، والتي يعود تاريخها إلى القرن الرابع عشر. إن الاختصار لكلمة beget ، get يوحي بأن المتلقي هو ابن غير شرعي لشخص ما وبالتالي فهو لقيط. في أجزاء من شمال إنجلترا وأيرلندا الشمالية واسكتلندا، لا يزال يتم استخدام get بدلاً من git .
وقد حكم رئيس مجلس العموم بأن هذه الكلمة لغة غير برلمانية.

## الاستخدام الملحوظ
يصف جون لينون والتر رالي بأنه "شخص غبي للغاية" في أغنية البيتلز أنا متعب للغاية.
في برنامج الكوميديا التليفزيونية على قناة بي بي سي حتى يفرقنا الموت (1965-1975)، أشار رب الأسرة المتعصب، ألف جارنيت (الذي لعبه وارن ميتشل) مرارًا وتكرارًا إلى صهره، مايك رولينز (أنتوني بوث) باعتباره شخصًا وقحًا. تم التقاط هذه العبارة لاحقًا بواسطة ميكي دولينز واستخدمها كعنوان لأغنية سجلتها فرقة The Monkees في عام 1967. كانت أغنية Randy Scouse Git أول أغنية كتبها دولنز يتم إصدارها تجاريًا، وأصبحت الأغنية رقم 2 في المملكة المتحدة حيث تمت إعادة تسميتها بـ Alternate Title بعد أن اشتكت شركة التسجيلات (RCA) من أن العنوان الأصلي (الذي لم يُسمع في الأغنية نفسها) كان في الواقع "محرمًا إلى حد ما على الجمهور البريطاني".
في العرض الكوميدي Monty Python's Flying Circus ، يظهر رسم بعنوان "السيد والسيدة جيت" زوجين في حفل كوكتيل يدعيان جيت الصغير الباكي ذو الوجه الجرذ وجيت العجوز الممل السمين الكئيب. يأتي الفكاهة عندما يتحدث الزوجان عن الصعوبات المجتمعية المترتبة على استخدام اسم جيت كلقب، بينما يبدوان غافلين عن القضايا الأكثر وضوحًا المتعلقة بأسمائهما المعطاة السخيفة والسلوكيات المثيرة للاشمئزاز الأخرى التي يتم الكشف عنها تدريجيًا من خلال المحادثة. اشتق اسم فرقة الروك البانك الأمريكية جيتس من الرسم التخطيطي.
تُستخدم كلمة "git" بشكل متكرر كإهانة في المسلسلات الكوميدية البريطانية مثل Only Fools and Horses و Blackadder و Red Dwarf.
كان هذا بروح السخرية الذاتية عندما أطلق لينوس تورفالدس اسم Git على نظام التحكم في الإصدارات الخاص به.